# Jorge Alió
Jorge Luciano Alió y Sanz (Caracas, 4 de abril de 1953) es un oftalmólogo español. Es Profesor y catedrático de la División de Oftalmología de la Universidad Miguel Hernández de Elche. Sus principales contribuciones médicas y científicas se centran en el tratamiento de catarata, córnea y Cirugía Refractiva. Es el fundador de la Fundación Jorge Alió, dedicada a la promoción de la prevención de la ceguera, y ha sido autor o coautor de más de 1.000 trabajos científicos publicados en libros o revistas. Según The Ophthalmologist, se encuentra entre los 12 oftalmólogos más influyentes del mundo.

## Biografía
Jorge Luciano Alió y Sanz nació en Caracas, Venezuela, el 4 de abril de 1953. Su padre, Luciano Alió Palacios, era doctor en Filosofía y Letras y fundó el Centro de Educación Especial Princesa Sofía de Madrid. Fue pionero en el tratamiento específico de discapacitados psíquicos en España y dedicó toda su carrera profesional a la docencia. Además, en su juventud había sido nadador profesional, llegando a competir en las Juegos Olímpicos de Berlín 1936. También se dedicó como aficionado a la pintura, siendo miembro de la Asociación de Artistas Alicantinos.
Sus raíces se encuentran en Cataluña, en el municipio tarraconense de Sarreal. Pero su padre nació en Madrid. Y allí quiso que Jorge Alió se trasladara para iniciar sus estudios en el colegio de los Jesuitas cuando sólo tenía siete años. En ese momento, la medicina ya se había convertido en su principal vocación.
Una vez concluido el Bachillerato, completa la carrera de Medicina en la Universidad Complutense de Madrid con el mejor expediente de su promoción y se doctora, también en la Universidad Complutense de Madrid, en 1980, con la obtención del premio de la Real Academia Nacional de Medicina. Ese mismo año concluye la especialidad de Oftalmología en la madrileña Clínica de la Concepción de la Fundación Jiménez Díaz y se traslada a Zaragoza como médico adjunto por oposición en el Hospital Miguel Servet. Tras dos años de estancia en la capital aragonesa, se traslada a Salamanca ya como jefe de sección en el Hospital General Universitario, donde trabajará cuatro años más.
Paralelamente, había ido desarrollando su actividad docente. Nada más concluir la carrera, empieza a ejercer como profesor ayudante de la Universidad Autónoma de Madrid. Entre 1982 y 1983, se convirtió en profesor asociado y después adjunto por oposición de la Universidad de Salamanca. Antes de cumplir los 33 años, obtiene la cátedra de Oftalmología de la Facultad de Medicina de la Universidad de Alicante, centro que se encuentra desde 1997 adscrito a la Universidad Miguel Hernández. Desde su incorporación, dirige la división de Oftalmología del departamento de Patología y Cirugía.
En 1987, funda el Centro para la Prevención de la Ceguera. En 1995, crea el Instituto Oftalomológico de Alicante y la Fundación Jorge Alió. Finalmente, en 2004 participa en la fundación de VISSUM Corporación Oftalmológica. A lo largo de su carrera quirúrgica, ha llevado a cabo más de 55.000 operaciones de cirugía.
Desde 2007 hasta ahora crea Nouadhibou el “Proyecto Noaudhibou Visión”, inaugurando un centro para la causa en el año 2016.

## Carrera investigadora
Jorge Alió ha invertido gran parte de su carrera a diversas actividades académicas y de investigación. Su dedicación principal ha sido a las especialidades de Catarata, córnea y Cirugía Refractiva, aunque también se ha especializado en otras áreas como la inflamación ocular (uveítis). En este último campo, fundó junto al israelí David Benezra la International Ocular Inflammation Society (IOIS), sociedad que se encuentra en más de 22 países y que, con miles de socios, se ha convertido en la más importante dedicada al estudio de la investigación de la inflamación ocular e inmunología ocular.
Ha colaborado en la organización de diversos simposios y congresos, como la Sociedad Internacional de Inflamación Ocular (IOIS), la Sociedad Europea de Catarata y Cirugía Refractiva (ESCRS), la Academia Americana de Oftalmología (AAO), la Sociedad Internacional de Cirugía Refractiva (ISRS) o el Congreso Mundial de Oftalmología (WOC). También, es miembro fundador de [EVICR EVICR.net]-European Vision Clinical Research.
A lo largo de su carrera, ha sido autor o coautor de unos 850 trabajos científicos “peer review paper” publicados en revistas internacionales de gran prestigio, 369 capítulos de libros, más de 400 trabajos en revistas de divulgación científica oftalmológica, 93 libros (como editor o coeditor), y más de 3.000 presentaciones y conferencias invitadas en reuniones internacionales. Como consecuencia de este trabajo, Jorge Alió ha alcanzado un Índice H de 63 (Scopus), y se encuentra en el número 15 de la lista entre los mejores autores del mundo en la especialidad de oftalmología en los últimos 5 años según un informe de la Microsoft Academic Search. También, ha dirigido un total de 76 proyectos de doctorado y es profesor visitante de varias universidades de Estados Unidos, Europa y Latinoamérica.
En la actualidad, ocupa la cátedra LXIII de la Academia Ophthalmologica Internationalis, es académico en la Real Academia de Medicina de la Comunidad Valenciana (RAMCV).
Ha recibido más de 100 premios nacionales e internacionales.
- Premio Arruga (Sociedad Española de Oftalmología), en 1990.
- Medalla de Rayner (United kingdom and Ireland Surgery), en 2002.
- Premios Kelman (Video Refractive Milan, Hellenic Society Cataract Refractive Surgery), en 2003 y 2008.
- Premio Strampelli (Internacional Refractive Surgery Society), en 2007.
- Premio Barraquer (Internacional Society Refractive Surgery, American Academy Opthalmology), en 2009.
- Guillermo Pico Award (Sociedad Puertorriqueña de Oftalmología) 2009, Keratomileusis Study Group, KMSG), en 2010.
- Premio Torchbearer (Corneal Research Foundation), en 2010.
- Premio Lifetime Achievement (ISRS/ AAO), en 2012.[5]
- Waring Medal (Slack inc.), en 2012.
- Premio Bober Ans ( Danish Opthalmological Society), en 2012.
- Medalla de Oro del IOIS, en 2014.
- El ‘Presidential Award’ de la ISRS/AA0 en 2015.
- Premio a la Excelencia Médica ‘Top Doctors 2016’, en 2016.
- Medalla Europea al Mérito en el Trabajo por parte de la Asociación Europea de Economía y Competitividad.
- Número 12 en Power List Most Influential people “The Ophthalmologist”, en 2018.
- Premio “Life Achievement Honor Award”. AAO. Mayo 2018.
- Top Doctor 2018: “único médico alicantino entre los 50 mejores facultativos españoles” . Noviembre 2018. España
- Ganador del Premio Alberto Sols 2018 a la Mejor Labor Investigadora.
- Forbes Spain. Prof. Alió en la lista de los 100 mejores médicos de España. Forma parte de los 6 únicos oftalmólogos de la lista. España (Alicante). Diciembre 2018.
- Reconocimiento Silver Reviewer for the Journal of Refractive Surgery Prof. Jorge Alió.
- Reconocimiento a la labor humanitarian con los heridos de Guerra en Irak (Ministerio de Defensa de Irak). 28/12/2018
- Premio “Importantes” de Información por ser un referente mundial en investigación y cirugía ocular. Febrero 2019. Alicante.
- Expertscape: Dr. Alió líder en las listas de expertos mundiales: en segmento anterior, cirugía refractiva, córnea, extracción de cataratas, implantación de lentes intraoculares y procedimientos quirúrgicos oftalmológicos.
- Premio Internacional “Undidos por la Paz” 2019 Rotary E-Club del Mediterráneo

En 2013, fue elegido miembro de la American Opthalmological Society (Sociedad Americana de Oftalmología). Es el creador de la Fundación Jorge Alió, dedicada a la promoción de la prevención de la ceguera, que además de sus acciones en España está dedicando gran parte de sus esfuerzos a Mauritania, con la creación de un Centro de Oftalmología gracias al apoyo de otras organizaciones internacionales de caridad.
Es miembro fundador de la Sociedad Investigación de Retina de la Comunidad Valenciana y Comisión Asesora. En 2013 fue miembro Honorable de SHIOL (Hungrarian Society of Intraocular Lens Implatation and Refractive Surgery) y miembro del Comité Ejecutivo Europeo de ACOS(American European Congress of Ophthalmic Surgery). En 2014, asistió a la entrega de los Premios Nacionales de Investigación 2014, presididos por los reyes y el ministro de Economía, Luis de Guindos y fue miembro del Comité Científico Europeo de Aniridia. Actualmente en 2018, Jorge Alió pasa a ser miembro de APOE-ASociación Profesional de Oftalmólogos de España y miembro del Comité Ejecutivo Europeo (AECOS). Es miembro del Comité International del Polish Presbyopia Club.  Recientemente, miembro electo de la American Ophthalmological Society (AOS) y miembro de la junta directiva de la European Society of Cataract and Refractive Surgeons (ESCRS) a partir del 2020 tras haber resultado el candidato más votado, sumando la máxima puntuación.